# マルコ・ベリネッリ

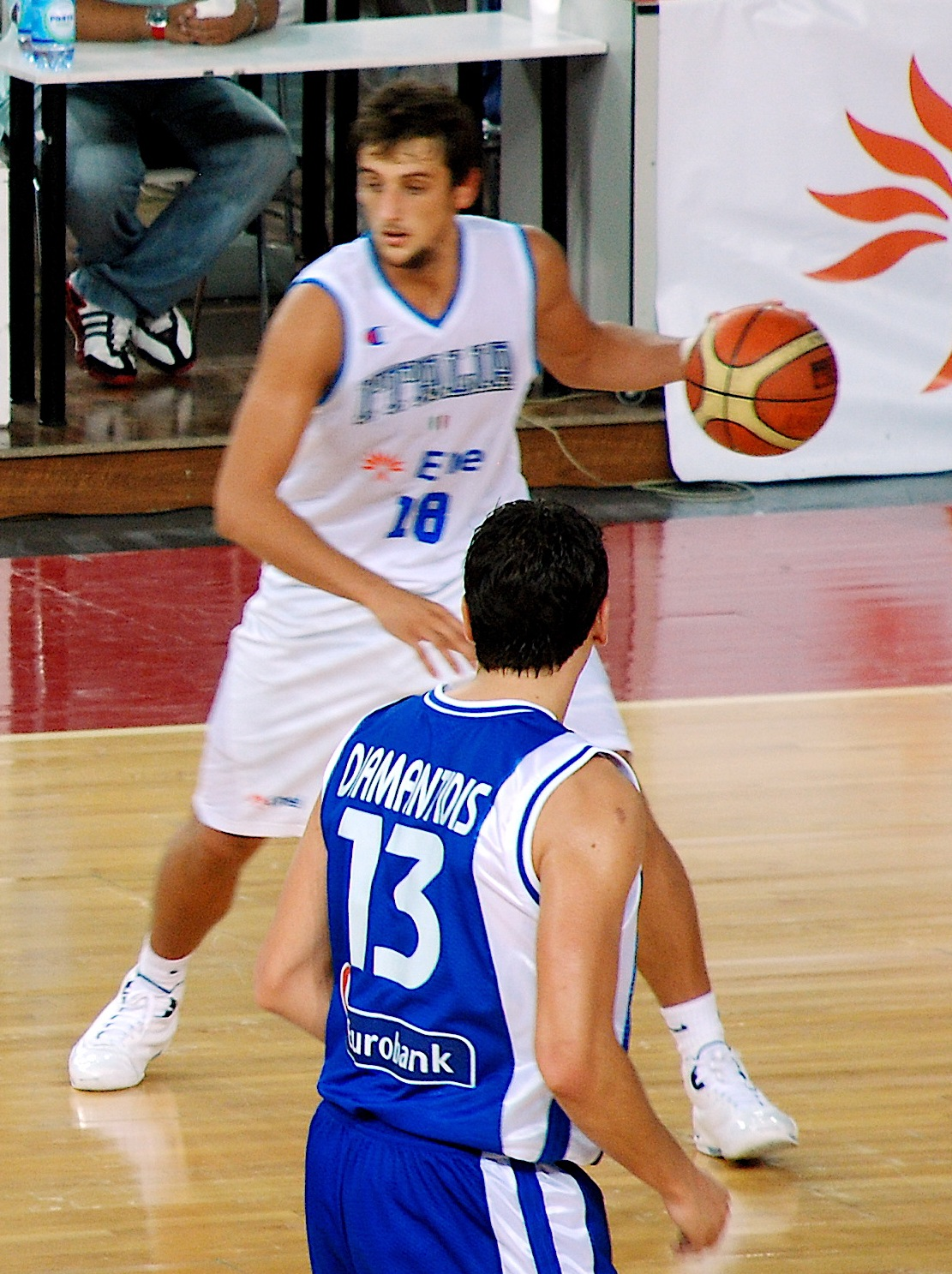
イタリア代表でのベリッネリ

マルコ・ベリネッリ（Marco Belinelli）ことマルコ・ステファノ・ベリネッリ（Marco Stefano Belinelli、1986年3月25日 - ）は、イタリアのプロバスケットボール選手。エミリア＝ロマーニャ州ボローニャ県サン・ジョヴァンニ・イン・ペルシチェート出身。ポジションはシューティングガード。196cm、91kg。
レガ・バスケット・セリエAのヴィルトゥス・ボローニャに所属している。

## 来歴
2001年、15歳でヴィルトゥス・ボローニャにてプロデビュー。彼がデビューする1シーズン前、チームはセリエAの全ての大会を制覇し、ユーロリーグも制覇していた。当時、チームにはマルコ・ヤリッチ、マヌ・ジノビリがいた。
2003年、同じボローニャを本拠地とするライバルチームフォルティトゥード・ボローニャへ移籍。そこでカルロス・デルフィノとチームメイトになる。2005年にはセリエAのタイトルを獲得し、ユーロリーグでも活躍する。

### イタリア代表
イタリア代表として2006年世界選手権に出場。大会を通じて平均13.5得点を上げた他、米国相手に25得点を上げる活躍を見せた。

### NBA
2007年のNBAドラフトでゴールデンステート・ウォリアーズに全体18位指名を受け入団。同年のサマーリーグではニューオーリンズ・ホーネッツ相手にサマーリーグ史上第2位となる37得点を上げる。
2009年7月30日、デヴィン・ジョージとのトレードでトロント・ラプターズに移籍、同じイタリア代表チームでプレーするアンドレア・バルニャーニとチームメイトとなる。ラプターズはバルニャーニの他にもホセ・カルデロン、ヒドゥ・ターコルーらのユーロリーグ出身選手らを中軸に据えるチーム作りをしており、ベリネリもチームに上手く噛み合うことが期待された。ラプターズはシーズン後半までプレイオフ当落線上に残るが、終盤になってエースのクリス・ボッシュが怪我で離脱。プレイオフ8位通過を目指すシカゴ・ブルズとの直接対決に敗れ、無念のロッタリー行きとなってしまった。
2010年8月11日、ジュリアン・ライトとのトレードでニューオーリンズ・ホーネッツに移籍。同年のオフシーズンにホーネッツのエースクリス・ポールは低迷するチームに業を煮やして移籍をほのめかす発言をしており、フロントはその発言に答える形で積極的な補強を断行。ベリネリ獲得はその一環であった。
2012年7月24日、シカゴ・ブルズに移籍。レギュラーシーズンは、平凡な成績に終わったが、プレーオフでは、ファーストラウンド途中からスターターとなり、準決勝進出に貢献した。
2013年7月、FAからサンアントニオ・スパーズに移籍。2014年2月のオールスターウィークエンドイベントの3ポイントコンテストで、決勝で24ポイントを獲得し優勝した。2014年6月15日、サンアントニオ・スパーズでNBAチャンピオンを経験。イタリア人NBA選手として初めてチャンピオンリングを獲得した。
2015年7月3日、サクラメント・キングスに3年1900万ドルの契約で移籍。2016年のNBAドラフト開催日、シャーロット・ホーネッツに移籍。2017年6月20日、アトランタ・ホークスに移籍した。
2018年2月9日、ホークスからウェイブされた。2018年2月12日、フィラデルフィア・76ersと契約した。

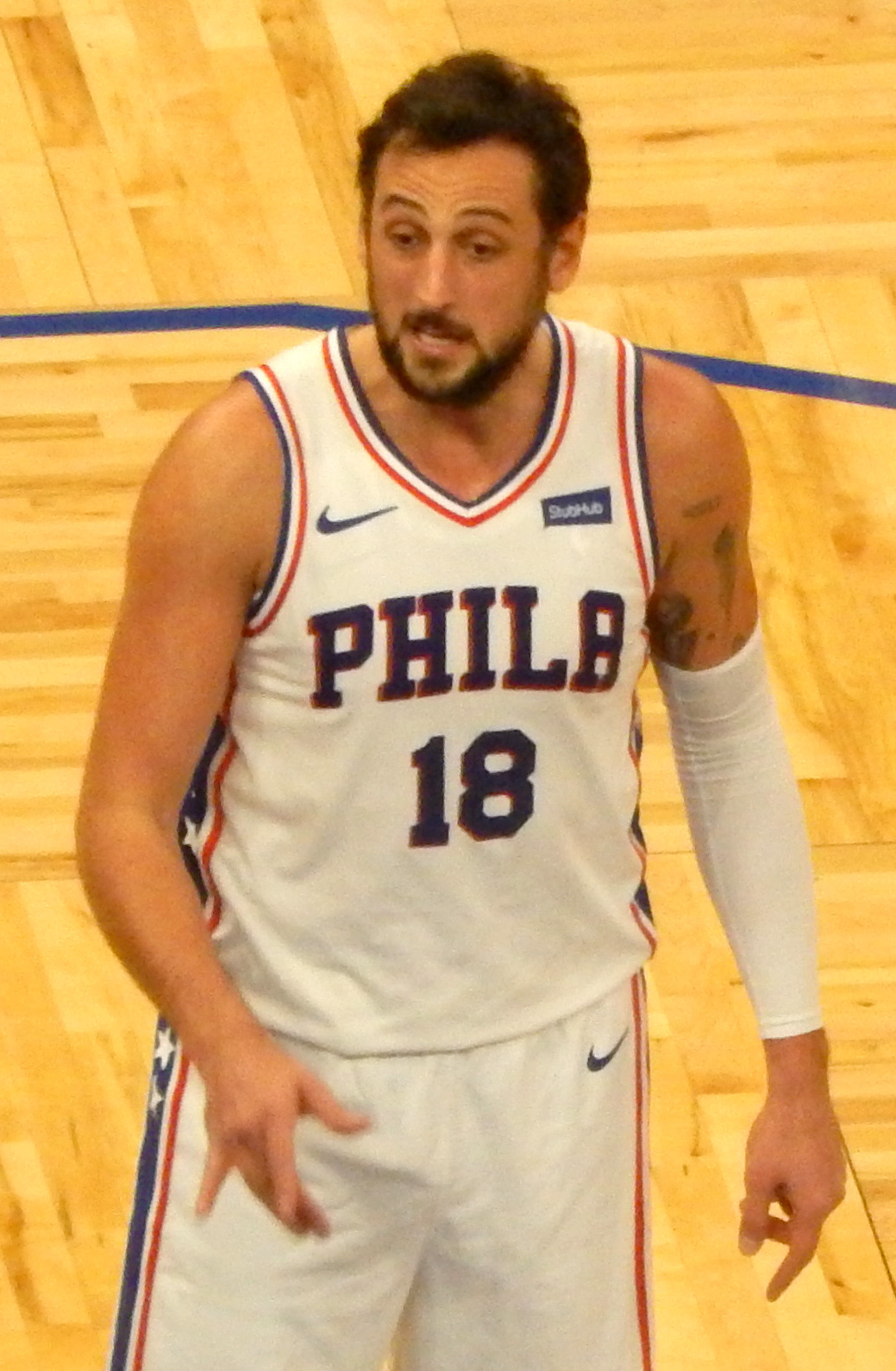
フィラデルフィア・セブンティシクサーズでのベリッネリ（２０１８）

## NBA個人成績

### レギュラーシーズン
| シーズン | チーム       | GP  | GS  | MPG  | FG%  | 3P%  | FT%  | RPG | APG | SPG | BPG | PPG  |
| -------- | ------------ | --- | --- | ---- | ---- | ---- | ---- | --- | --- | --- | --- | ---- |
| 2007–08  | ウォリアーズ | 33  | 0   | 7.3  | .387 | .390 | .778 | .4  | .5  | .2  | .0  | 2.9  |
| 2008–09  | ウォリアーズ | 42  | 23  | 21.0 | .442 | .397 | .769 | 1.7 | 2.1 | .9  | .0  | 8.9  |
| 2009–10  | ラプターズ   | 66  | 1   | 17.0 | .406 | .380 | .835 | 1.4 | 1.3 | .6  | .1  | 7.1  |
| 2010–11  | ホーネッツ   | 80  | 69  | 24.5 | .437 | .414 | .784 | 1.9 | 1.2 | .5  | .1  | 10.5 |
| 2011–12  | ホーネッツ   | 66  | 55  | 29.8 | .417 | .377 | .783 | 2.6 | 1.5 | .7  | .1  | 11.8 |
| 2012–13  | ブルズ       | 73  | 27  | 25.8 | .395 | .357 | .839 | 1.9 | 2.0 | .6  | .1  | 9.6  |
| 2013–14  | スパーズ     | 80  | 25  | 25.2 | .485 | .430 | .847 | 2.8 | 2.2 | .6  | .1  | 11.4 |
| 2014–15  | スパーズ     | 62  | 9   | 22.4 | .423 | .374 | .848 | 2.5 | 1.5 | .5  | .0  | 9.2  |
| 2015–16  | キングス     | 68  | 7   | 24.6 | .386 | .306 | .833 | 1.7 | 1.9 | .5  | .0  | 10.2 |
| 2016–17  | ホーネッツ   | 74  | 0   | 24.0 | .429 | .362 | .893 | 2.4 | 2.0 | .6  | .1  | 10.5 |
| 2017–18  | ホークス     | 52  | 1   | 23.3 | .411 | .372 | .927 | 1.9 | 2.0 | .9  | .1  | 11.4 |
| 2017–18  | シクサーズ   | 28  | 1   | 26.3 | .495 | .385 | .870 | 1.8 | 1.6 | .7  | .3  | 13.6 |
| 2018–19  | スパーズ     | 79  | 1   | 23.0 | .413 | .372 | .903 | 2.5 | 1.7 | .4  | .1  | 10.5 |
| Career   | Career       | 803 | 219 | 23.2 | .425 | .376 | .847 | 2.1 | 1.7 | .6  | .1  | 10.0 |

### プレーオフ
| シーズン | チーム     | GP | GS | MPG  | FG%  | 3P%  | FT%   | RPG | APG | SPG | BPG | PPG  |
| -------- | ---------- | -- | -- | ---- | ---- | ---- | ----- | --- | --- | --- | --- | ---- |
| 2011     | ホーネッツ | 6  | 6  | 28.8 | .365 | .308 | 1.000 | .8  | .7  | .8  | .0  | 9.7  |
| 2013     | ブルズ     | 12 | 7  | 27.1 | .411 | .340 | .879  | 2.9 | 2.6 | .4  | .0  | 11.1 |
| 2014     | スパーズ   | 23 | 0  | 15.5 | .444 | .421 | .955  | 2.3 | .8  | .1  | .0  | 5.4  |
| 2015     | スパーズ   | 7  | 0  | 16.6 | .513 | .467 | .846  | 1.9 | 1.4 | .3  | .0  | 9.3  |
| 2018     | シクサーズ | 10 | 0  | 27.3 | .406 | .348 | .871  | 2.1 | 2.0 | .7  | .0  | 12.9 |
| 2019     | スパーズ   | 7  | 0  | 18.7 | .368 | .381 | .833  | 1.9 | 1.1 | .0  | .3  | 5.9  |
| Career   | Career     | 65 | 13 | 21.1 | .416 | .375 | .890  | 2.1 | 1.4 | .3  | .0  | 8.5  |

## プレイスタイル
優れたロングシューターとして知られる。運動能力に優れ、特に跳躍力があり、ユーロリーグ時代は空中で360℃回転してダンクを叩き込むプレーを見せることもあった。またボールハンドリングも上手く、広い視野を持ち、味方へ的確なパスを供給する能力を持つなど、総合的にバランスの良い選手である。しかしながら、接触に弱く、インサイドへ積極的に切り込み、ファールを貰うプレーをすることは少ない。